# Брайсон, Оскар
О́скар Рене́ Бра́йсон Вида́ль (исп. Óscar René Braison Vidal; род. 10 февраля 1985, Камагуэй) — кубинский дзюдоист тяжёлой весовой категории, выступает за сборную Кубы с 2006 года. Бронзовый призёр летних Олимпийских игр в Пекине, обладатель серебряной медали чемпионата мира, двукратный чемпион Панамериканских игр, чемпион Игр Центральной Америки и Карибского бассейна, победитель многих международных турниров и национальных первенств.

## Биография
Оскар Брайсон родился 10 февраля 1985 года в городе Камагуэй одноимённой провинции. Первого серьёзного успеха на взрослом международном уровне добился в 2006 году, когда выиграл серебряную медаль на панамериканском чемпионате в Буэнос-Айресе и золотую на Играх Центральной Америки и Карибского бассейна в Картахене. Год спустя вновь был серебряным призёром панамериканского чемпионата и завоевал золото на Панамериканских играх в Рио-де-Жанейро.
Благодаря череде удачных выступлений удостоился права защищать честь страны на летних Олимпийских играх 2008 года в Пекине — в тяжёлой весовой категории сумел дойти до стадии полуфиналов, где потерпел поражение от узбека Абдулло Тангриева.
В 2009 году Брайсон одержал победу на панамериканском чемпионате и побывал на чемпионате мира в Роттердаме, откуда привёз награду серебряного достоинства — в финальном поединке проиграл титулованному французу Тедди Ринеру. В последующих двух сезонах вновь становился чемпионом панамериканских первенств, кроме того, добился победы на Панамериканских играх в Гвадалахаре. Будучи одним из лидеров кубинской национальной команды, успешно прошёл квалификацию на Олимпийские игры 2012 года в Лондон, где, тем не менее, попасть в число призёров не сумел — проиграл тому же Ринеру и белорусу Игорю Макарову.
После двух Олимпиад Оскар Брайсон остался в основном составе сборной Кубы и продолжил принимать участие в крупнейших международных турнирах. Так, в 2013 году он стал серебряным призёром панамериканского чемпионата в Сан-Хосе, а в 2014-м повторил это достижение на аналогичных соревнованиях в эквадорском городе Гуаякиль.
2014 году в  Павлодаре  стал чемпионом І всемирного турнира по казах куреси "Әлем Барысы", получил золотой пояс и 100 тысяч долларов США. Финале "Әлем Барысы" досрочно выиграл у неоднократного чемпиона мира по казах куреси, сильнейшего борца планеты Айбека Нугымарова, который стал победителем "Қазақстан Барысы" 2013 году в Астане.